# Слова-паразиты (мюзикл)
«Слова-паразиты» — 12-минутный мюзикл группы «Дайте танк (!)», вышедший 8 апреля 2021 года. Сопровождался анимационным клипом, созданным целой командой из 6 художников. Песня содержит в себе 1329 слов. На момент выхода это самая большая по количеству слов песня на русском языке. По словам создателей, над проектом группа работала практически пять лет (с 2016 по 2021 год).
Всего в общей сложности на запись мюзикла и создание клипа потрачено 1676 дней:

Я решил отмотать всю переписку и найти дату, когда от Димы поступило предложение сделать мюзикл, — это 5 сентября 2016 года. Значит, общая работа заняла четыре года семь месяцев и три дня, или 1676 дней.

Сначала в мюзикле планировалось наличие других голосов:

Изначально я действительно собирался привлекать других участников. Даже предлагал им написать свои тексты. Но пока ждал и сомневался — успел сделать все сам и влюбиться в рабочую версию. Надо признаться, что попытка организовать фит — самая напряженная для меня ситуация. Я привык контролировать каждую мелочь и в ходе командной работы разрываюсь между нездоровым перфекционизмом и чувством вины за свои замечания.
— Дмитрий Мозжухин

В мюзикле используются посторонние звуки: грохот кастрюль, велосипедный звонок и т.п:

По сути, я вернулся к своей детской методике: пока у меня не было настоящих инструментов, я делал биты из звона фужеров и грохота кастрюль. Уже тогда я понимал, что подобные ограничения не мешают, а помогают самореализации. Так что возвращение к корням было сплошным удовольствием.
— Дмитрий Мозжухин

Вокалист не собирался делить Слова-паразиты на отдельные треки, так как это одна большая песня. Он согласился на это, чтобы слушатели не пытались разделить песню самостоятельно:

И, хотя на стримингах будет дополнение с отдельными ариями, я призываю слушать «Слова-паразиты» целиком. Это одна большая песня. Я согласился на нарезку только ради того, чтобы никто не пытался расчленять мюзикл самостоятельно.
— Дмитрий Мозжухин

## Список композиций
| №  | Название               | Длительность |
| -- | ---------------------- | ------------ |
| 1. | «Слова-паразиты»       | 11:56        |
| 2. | «Ария рассказчика I»   | 1:17         |
| 3. | «Ария змея»            | 2:31         |
| 4. | «Ария рассказчика II»  | 0:48         |
| 5. | «Ария зайца»           | 2:15         |
| 6. | «Ария рассказчика III» | 1:18         |
| 7. | «Ария лося»            | 2:14         |
| 8. | «Ария рассказчика IV»  | 0:57         |
| 9. | «Эпилог»               | 0:52         |

## Участники записи
- Дмитрий Мозжухин — вокал, гитара, автор текста;
- Максим «Сонный» Кульша — гитара.
- Сергей «Raen» Акимов — бас-гитара.
- Илья Герасименко — ударные.

## Художники клипа
- Алексей Ермолаев — Арии рассказчика
- Zilasaule — Арии рассказчика
- Юлия Куликова — Ария змея
- Алина Стогниева — Ария зайца
- Катя Михеева — Ария лося
- Маша Ермолаева — Эпилог